# Mysidopsis cultrata
Mysidopsis cultrata är en kräftdjursart som beskrevs av Brattegard 1973. Mysidopsis cultrata ingår i släktet Mysidopsis och familjen Mysidae. Inga underarter finns listade i Catalogue of Life.